# Spa
Spa (valonsky Spå) je lázeňské město v Belgii. Nachází se ve Valonsku, v provincii Lutych. Je situováno v jednom z údolí pohoří Arden přibližně 35 km jihovýchodně od města Lutych a 45 km jihozápadně od německého města Cáchy. 1. ledna 2006 zde žilo 10 543 obyvatel. Celková rozloha města je 39,85 km², hustota osídlení tedy obnáší 265 obyv./km². Od roku 2021 je na seznamu Světového dědictví UNESCO v rámci položky Slavná lázeňská města Evropy.

## Lázně
Prameny ve Spa mohly být známy již v římských dobách za Plinia Staršího, pravděpodobně v raném středověku za doby misionáře svatého Remakla v 7. století, zakladatele blízkých opatství Stavelot a Malmedy. To však není písemně prokázáno.
Původ názvu Spa není jednoznačný. Podle jedné teorie bylo odvozeno od germánského slova „chrlit, plivat“. V každém případě se vztahovalo na pramen, tryskající ze země a toto jméno bylo přeneseno na vesnici, která je zde doložena od 14. století. Léčivé termálními prameny k lázeňským účelům slouží již od 14. století. Vesnice náležela do markrabství Franchimont, ke hradu sousední obce Theux a v roce 1594 obdržela městská práva.
Systematická výstavba lázeňských objektů začala v 18. století una trvala po celé 19. století. Jedním z prvních slavných návštěvníků byl ruský car Petr Veliký v roce 1717 a císař Josef II. v roce 1781.

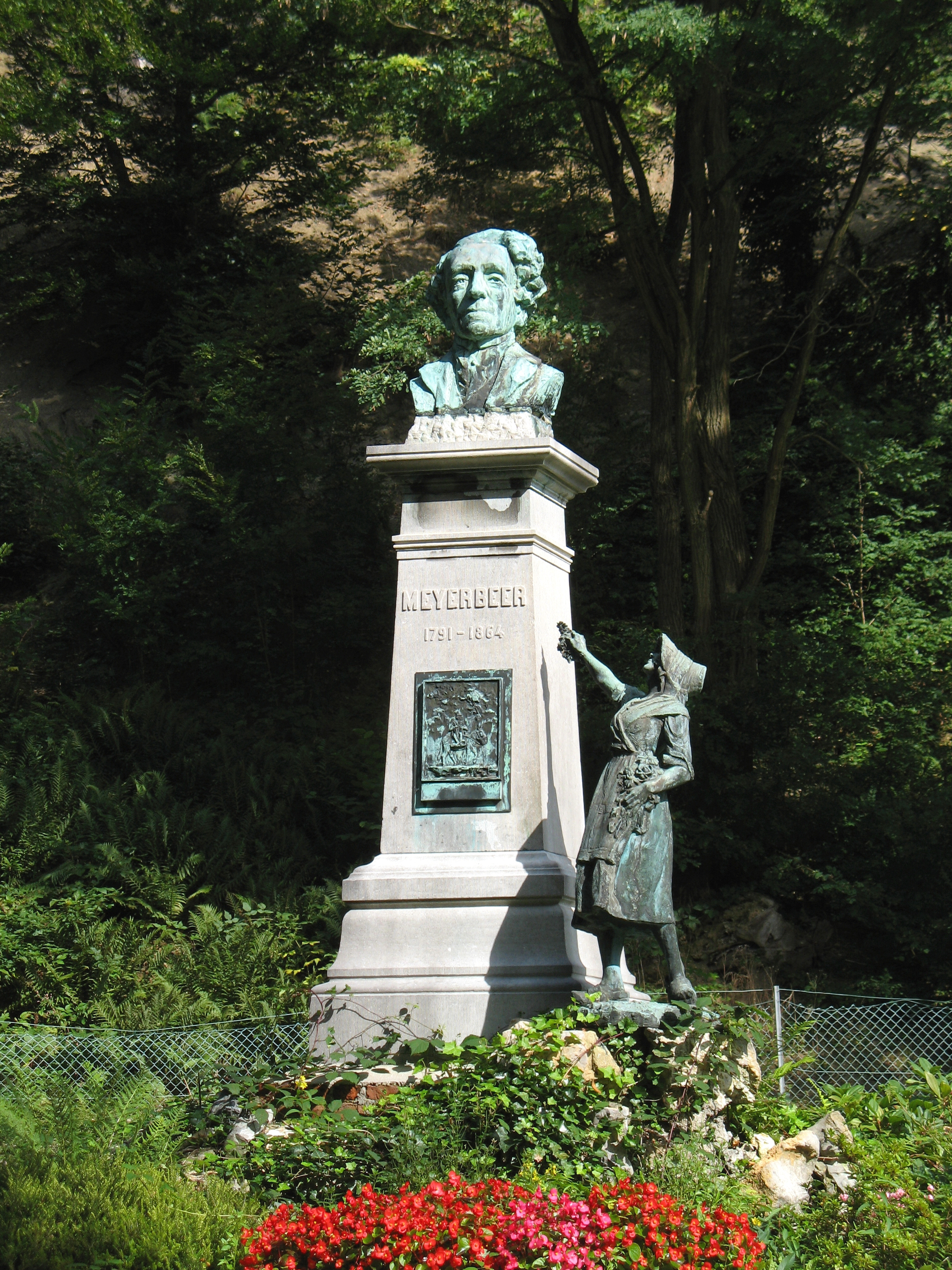
Pomník operního skladatele Giacoma Meyerbeera, který Spa často navštěvoval

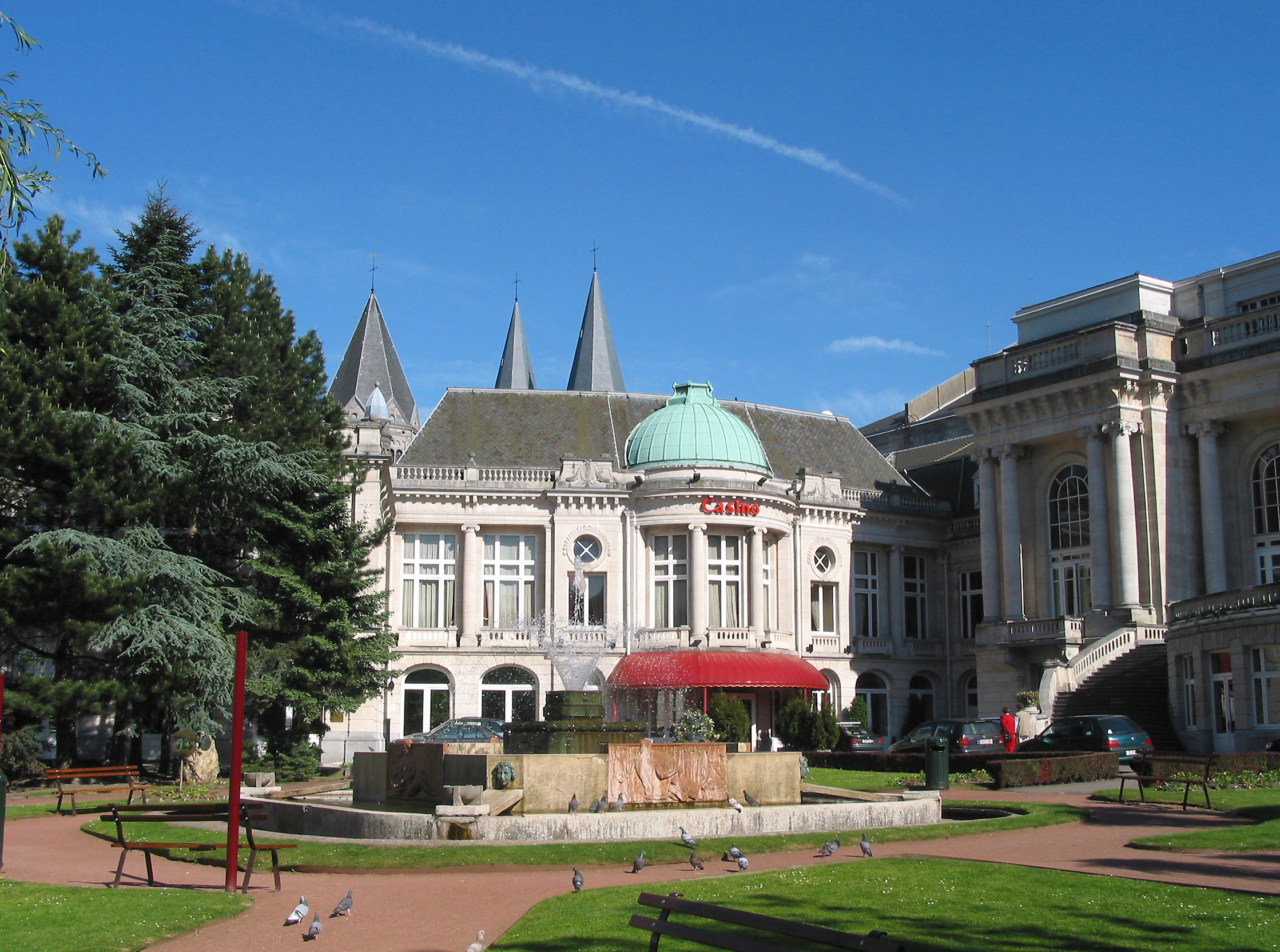
Kasino ve Spa

Ke konci první světové války (v roce 1918) bylo ve Spa umístěno velitelství německé císařské armády. Tehdy se v lázních setkali poslední saský král Fridrich August III. Saský a německý císař Vilém II.
Následně, v roce 1920, zde proběhla konference velvyslanců, na které byly projednávány válečné reparace, ukládané poraženému Německu. Jméno města se stalo eponymem pro lázně s minerální vodou, nebo lázně obecně.

## Sport
Na okraji města se nachází závodní okruh Spa-Francorchamps, kde se mimo jiné konají automobilové závody mistrovství světa Formule 1. Čestným občanem města byl jmenován automobilový závodník Michael Schumacher.

## Partnerská města
- La Garde
- Cabourg
- Enguisheim